# Stéfano Yuri Gonçalves Almeida
Stéfano Yuri Gonçalves Almeida (* 27. April 1994 in Sete Lagoas), auch Stéfano Yuri genannt, ist ein brasilianischer Fußballspieler.

## Karriere
Stéfano Yuri erlernte das Fußballspielen in den brasilianischen Jugendmannschaften vom Uberlândia EC und dem FC Santos. Der Verein aus Santos, einer Hafenstadt im brasilianischen Bundesstaat São Paulo, spielte in der ersten Liga, der Série A. 2015 wurde er an Náutico Capibaribe aus Recife ausgeliehen. Die erste Jahreshälfte 2016 spielte er auf Leihbasis beim Botafogo FC (SP) in Ribeirão Preto. 2017 lieh ihn Vila Nova FC aus. Von März 2018 bis Mai 2018 wurde er vom AD São Caetano ausgeliehen. Nach Vertragsende beim FC Santos wurde er im September 2018 von AD São Caetano für den Rest des Jahres fest verpflichtet. 2019 war er vertrags- und vereinslos. Anfang 2020 zog es ihn nach Thailand. Hier unterschrieb er einen Vertrag beim Muangkan United FC. Mit dem Verein aus Kanchanaburi spielte er in der dritten Liga, der Thai League 3, in der Upper Region. Nach sechs Monaten wechselte er in die zweite Liga. Hier unterschrieb er am 1. Juli 2020 einen Vertrag beim Aufsteiger Nakhon Pathom United FC in Nakhon Pathom. Für Nakhon Pathom absolvierte er zwei Zweitligaspiele. Nachdem sein Vertrag Ende 2020 nicht verlängert worden war, wechselte er im Januar 2021 zum Drittligisten Muangkan United FC. Der Verein aus Kanchanaburi spielte in der dritten Liga, der Thai League 3. Hier trat Muangkan in der Western Region an. Am Ende der Saison wurde er mit dem Verein Meister der Region. In den Aufstiegsspielen zur zweiten Liga wurde belegte man den zweiten Platz und stieg somit in die zweite Liga auf. Für Muangkan stand er achtmal auf dem Spielfeld. Nach dem Aufstieg verließ er Muangkan. Im Juni 2021 unterschrieb er einen Vertrag beim Drittligisten Pattani FC. Mit dem Verein aus Pattani, bei dem er bis Jahresende unter Vertrag stand, spielte er in der Southern Region der Liga. Von Dezember 2021 bis Dezember 2022 war er vertrags- und vereinslos. Am 1. Januar 2021 unterschrieb er in seinem Heimatland einen Vertrag beim Goiânia EC in Goiânia.

## Erfolge
Muangkan United FC
- Thai League 3 – West: 2020/21
- Thai League 3 – National Championship: 2020/21 (2. Platz)  ▲